# Hannah Simone
Hannah Simone (Londra, 3 agosto 1980) è un'attrice, conduttrice televisiva e modella canadese, nota per il ruolo di Cece nella serie televisiva New Girl.

## Biografia
È nata in Inghilterra da padre inglese d'origine indiana, e madre anch'ella inglese con ascendenze miste tedesche, italiane e greco-cipriote. Ha trascorso i primi anni della sua infanzia a Calgary, nella provincia canadese dell'Alberta, crescendo poi, dai sette ai dieci anni d'età, fra tre continenti diversi, frequentando scuole diverse in ognuno. All'età di tredici  anni si trasferisce con la famiglia a Cipro, dove inizia a lavorare come modella, comparendo sulle copertine delle riviste di moda locali. A sedici anni si stabilisce per un breve periodo a Nuova Delhi e, l'anno successivo, torna a vivere definitivamente in Canada. Si laurea in relazioni internazionali e scienze politiche presso la University of British Columbia; nel 2004 consegue poi una nuova laurea in lettere, radio e televisione presso la Ryerson University.

### Carriera
Nel 2005 è entrata nel cast di Space for Living. In seguito le fu proposto di lavorare per il canale televisivo canadese MuchMusic come vee-jay. Lasciò l'emittente musicale nel 2008 con l'intenzione di trasferirsi a Los Angeles, in California, dove l'anno dopo diventò conduttrice, assieme a Joel Gourdin, del reality show WCG Ultimate Gamer di Syfy. Dal 2011 è nel cast principale di New Girl, serie televisiva con protagonista Zooey Deschanel; Hannah interpreta Cece, ruolo per cui ha vinto nel 2012 un Teen Choice Awards come miglior attrice esordiente. Sempre nel 2011, al cinema ha recitato nel film Hot Package, mentre l'anno successivo è comparsa nella webserie H+: The Digital Series. Nel 2013 ha recitato anche in un episodio della serie TV 1600 Penn, nel ruolo della principessa Abigail di Andorra.

## Vita privata
Nel 2016, dopo averlo frequentato per quasi quattro anni, Simone ha sposato il musicista Jesse Giddings; come Simone, anche lui è un ex VJ di MuchMusic. Simone ha annunciato la sua gravidanza nell'aprile 2017 e ha dato il benvenuto al suo bambino all'inizio di agosto 2017. Simone ha un fratello di nome Zack.

## Filmografia

### Cinema
- Oldboy, regia di Spike Lee (2013)
- Miss India America, regia di Ravi Kapoor (2015)
- Killing Gunther, regia di Taran Killam (2017)

### Televisione
- Kojak – serie TV, 2 episodi (2005)
- Kevin Hill – serie TV, episodio 1x17 (2005)
- Beautiful People – serie TV, episodio 2x03 (2006)
- New Girl – serie TV, 146 episodi (2011-2018)
- 1600 Penn – serie TV, episodio 1x12 (2013)
- Single Parents – serie TV, episodi 1x06-1x07-1x09 (2018)
- Non sono ancora morta (Not Dead Yet) – serie TV, 23 episodi (2023-2024)

## Programmi TV
- Kicking & Screaming (2017)

## Videoclip
- Angel in Blue Jeans dei Train (2014)

## Doppiatrici italiane
Nelle versioni in italiano dei suoi film, Hannah Simone è stata doppiata da:
- Ughetta d'Onorascenzo in New Girl, Non sono ancora morta
- Ilaria Latini in 1600 Penn
- Claudia Catani in Oldboy